# Гордан Кожуль
Гордан Кожуль (28 листопада 1976) — хорватський плавець.
Учасник Олімпійських Ігор 1996, 2000, 2004, 2008 років.
Призер Чемпіонату світу з водних видів спорту 2003 року.
Чемпіон світу з плавання на короткій воді 2000 року.
Чемпіон Європи з водних видів спорту 2000, 2002 років, призер 1999, 2008 років.
Чемпіон Європи з плавання на короткій воді 2001 року, призер 2000, 2002, 2005 років.